# Aegilotriticum langeanum
Aegilotriticum langeanum är en gräsart som först beskrevs av Mariano del Amo y Mora, och fick sitt nu gällande namn av Van Slageren. Aegilotriticum langeanum ingår i släktet Aegilotriticum och familjen gräs. Inga underarter finns listade i Catalogue of Life.